# Alto Arche
Alto Arche (ur. 2 maja 1854 w Wiedniu, zm. 22 marca 1940 tamże) – austriacki chemik, nauczyciel, twórca naukowych filmów edukacyjnych.
Pracował jako nauczyciel w Staatsreal Schule w Wiedniu. W 1907 r. otrzymał zlecenie od rządu na produkcję filmów edukacyjnych dla szkół m.in. „Dmuchacze szkła”. Stworzone przez niego filmy pokazywały m.in. pracę rzemieślników, świat małego rzemiosła zagrożonego industrializacją czy ćwiczenia gimnastyczne.. Filmy te były wykorzystywane w austriackich szkołach jeszcze w latach 80. XX wieku.